# Kerivoula intermedia
Kerivoula intermedia је врста слепог миша из породице вечерњака (лат. Vespertilionidae).

## Распрострањење
Ареал врсте је ограничен на мањи број држава у југоисточној Азији. Врста има станиште у Брунеју, Индонезији и Малезији. Присуство у Тајланду је непотврђено.

## Станиште
Станишта врсте су шуме и мочварна подручја. Врста је присутна на подручју острва Борнео у Индонезији.

## Угроженост
Ова врста је на нижем степену опасности од изумирања, и сматра се скоро угроженим таксоном.